# 小行星4095
小行星4095（4095 Ishizuchisan）是一颗围绕太阳公转的小行星。1987年9月16日，關勉在藝西天文台发现了此天体。
該小行星以日本的石鎚山命名。
这颗小行星的绝对星等为89.67827等。